# Thunder Tiger
Thunder Tiger Corporation (chinois traditionnel : 雷虎科技股份有限公司 ; pinyin : Léi Hǔ Kējì Gǔfèn Yǒuxiàn Gōngsī) est un fabricant taïwanais de modèles radiocommandés comprenant des avions, des hélicoptères, des voitures, des bateaux, des accessoires et des moteurs. Thunder Tiger est le fabricant du MT4-G3, du Raptor e720, du drone Ghost+, du sous-marin R/C Neptune SB-1 et du SeaWolf. 

## Voir Aussi
- Made in Taiwan